# Нильсен, Симон
Симон Нильсен (дат. Simon Nielsen; 27 октября 1986, Хернинг, Дания) — профессиональный датский хоккеист, вратарь. Игрок сборной Дании по хоккею с шайбой.

## Биография
Симон Нильсен начал профессиональную карьеру в датском клубе «Хернинг Блю Фокс» в сезоне 2002/03, в первом же году вместе с командой стал чемпионом страны, в 2004 году завоевал второй титул. В 2004 году впервые был вызван в сборную Дании на чемпионат мира. В 2005 году стал бронзовым призёром первенства страны. С 2006 по 2008 выступал в команде «Рёдовре Майти Буллз», стал обладателем Кубка Дании по хоккею с шайбой 2008 года.
Сезон 2008/09 начинал за океаном в Центральной хоккейной лиге за команду «Амарилло Гориллаз». Позже покинул клуб, провёл 1 матч за «Хернинг», затем присоединился к команде второй финской лиги «СаПКо», где выступал весь следующий сезон. В сезоне 2010/11 выступал за датский «Ольборг». В 2011 году стал игроком команды финской лиги «Лукко», выступал в ней до 2014 года. Также время от времени выступал за клубы второй лиги «Хокки», «ЛеКи» и «ТУТО».
В 2012 году хоккеист сыграл первый официальным матч за сборную Дании на чемпионате мира. В сезоне 2014\15 на клубном уровне выступал за команду второй немецкой лиги «Кассель Хаскис», а также высшей лиги Норвегии «Лёренскуг». В 2015 году вернулся в родной «Хернинг». После завершения карьеры перешел на работу тренера вратарей клуба. Затем он вошел в штаб датской сборной.